# طريقة كوننجهام لرد الكتف المخلوع

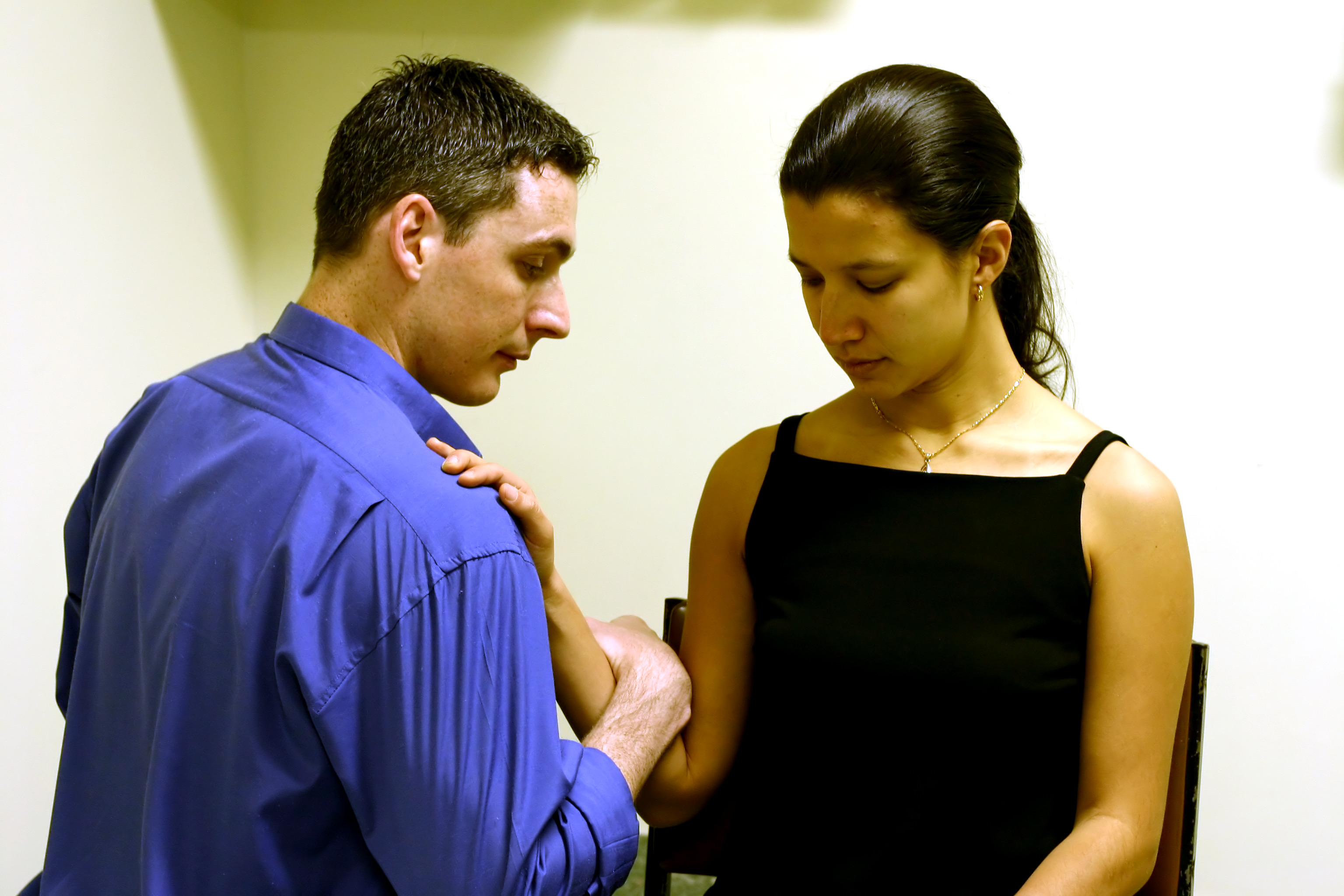
صورة توضح العملية

طريقة كوننجهام لرد الكتف المخلوع هي طريقة
رد الكتف تعتمد على تدليك العضلة ذات الرأسين وتعاون المريض نفسه. وهذه الطريقة هي إحدى طرق معالجة خلع الكتف المتعددة.

## آلية العمل
تعد إصابة خلع الكتف من التداعيات الشائعة للرضوح أو سوء الاستخدام وتكون في بعض الأحيان أمامية مما يشير إلى تحرك الرأس العضدي إلى خارج الحفرة الحقانية. وتتضمن تقنية كيوننجهام تدليك عضلة ذات الرأسين الموجودة أوسط عظام العضد مع تقريب الذراع المصاب للمريض وثني المرفق بينما يدلك المعالج عضلة الكتف. وفي نفس الوقت، يُطلب من المريض تحريك الكتف إلى أعلى وللخلف حتى يسمح للرأس العضدي أن يرتد للخلف إلى داخل الحُفْرَةِ الحُقانية.
وغالبًا ما يُعطى المريض مسكنًا للألم قبيل هذه الإجراءات حتى يتسنى للمريض احتمالها. وغالبًا ما يعاني المرضى غير المتعاونين أو مرضى التهاب المفاصل أو تشوه المفاصل من صعوبة في رد الكتف المخلوع ويمكن استخدام طرق أخرى للعلاج مع هؤلاء المرضى.